# Ууслинн
У́услинн (эст. Uuslinn — «Новый город») — микрорайон в районе Ласнамяэ города Таллина, столицы Эстонии. 

## География

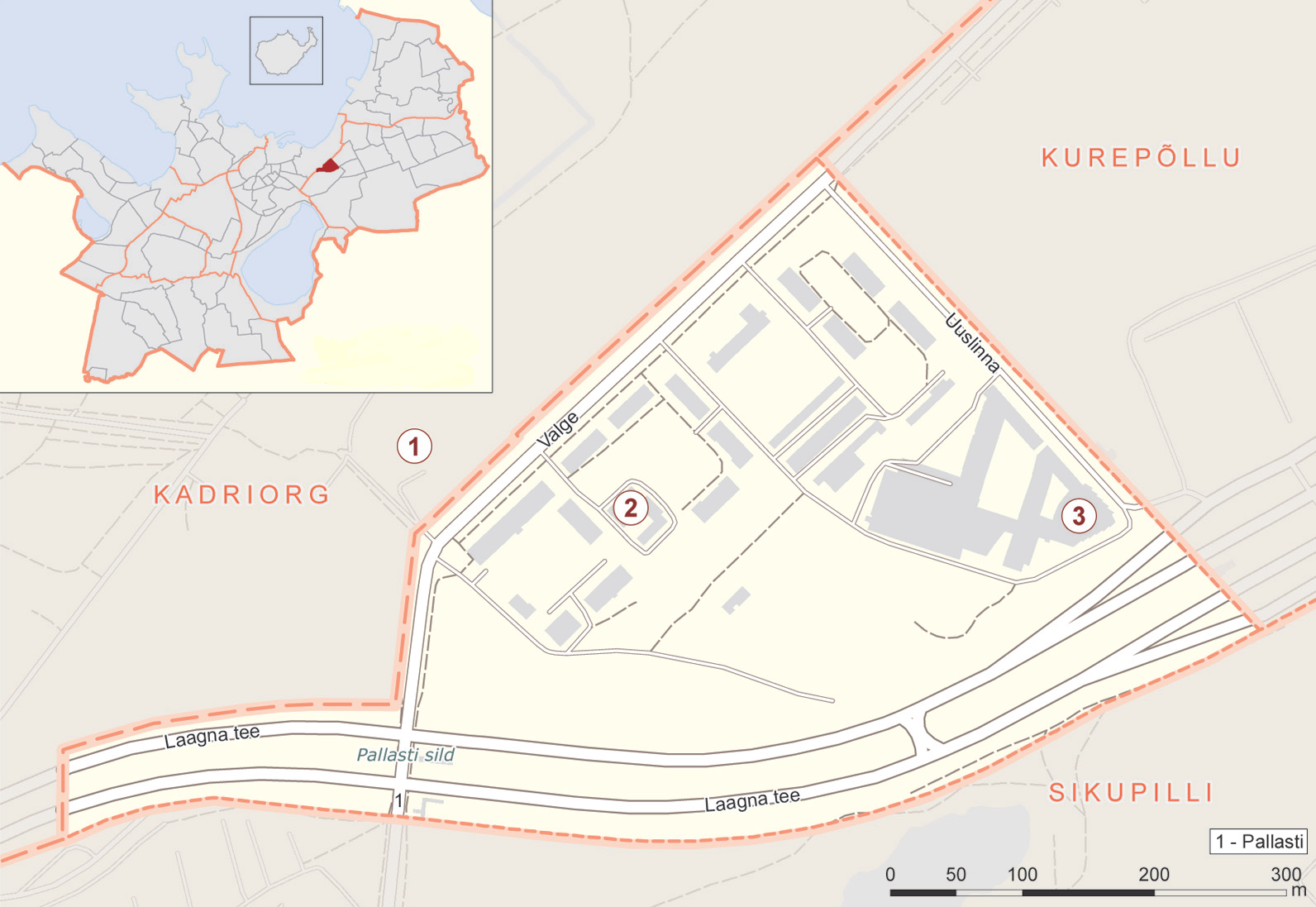
Карта микрорайона Ууслинн

Граничит с микрорайонами Кадриорг, Курепыллу и Сикупилли. Площадь — 0,22 км². Плотность населения на 1 января 2023 года — 2454,5 чел/км².

## Улицы
В микрорайоне Ууслинн проходят улицы Валге, Лаагна, Мулдвалге, Раудсюдаме, Ууслинна.

## Население
| Численность населения микрорайона Ууслинн на 1 января по данным Регистра народонаселения | Численность населения микрорайона Ууслинн на 1 января по данным Регистра народонаселения | Численность населения микрорайона Ууслинн на 1 января по данным Регистра народонаселения | Численность населения микрорайона Ууслинн на 1 января по данным Регистра народонаселения | Численность населения микрорайона Ууслинн на 1 января по данным Регистра народонаселения | Численность населения микрорайона Ууслинн на 1 января по данным Регистра народонаселения | Численность населения микрорайона Ууслинн на 1 января по данным Регистра народонаселения | Численность населения микрорайона Ууслинн на 1 января по данным Регистра народонаселения | Численность населения микрорайона Ууслинн на 1 января по данным Регистра народонаселения | Численность населения микрорайона Ууслинн на 1 января по данным Регистра народонаселения | Численность населения микрорайона Ууслинн на 1 января по данным Регистра народонаселения | Численность населения микрорайона Ууслинн на 1 января по данным Регистра народонаселения | Численность населения микрорайона Ууслинн на 1 января по данным Регистра народонаселения | Численность населения микрорайона Ууслинн на 1 января по данным Регистра народонаселения | Численность населения микрорайона Ууслинн на 1 января по данным Регистра народонаселения |
| 2008                                                                                     | 2010                                                                                     | 2011                                                                                     | 2012                                                                                     | 2013                                                                                     | 2014                                                                                     | 2015                                                                                     | 2016                                                                                     | 2017                                                                                     | 2018                                                                                     | 2019                                                                                     | 2020                                                                                     | 2021                                                                                     | 2022                                                                                     | 2023                                                                                     |
| ---------------------------------------------------------------------------------------- | ---------------------------------------------------------------------------------------- | ---------------------------------------------------------------------------------------- | ---------------------------------------------------------------------------------------- | ---------------------------------------------------------------------------------------- | ---------------------------------------------------------------------------------------- | ---------------------------------------------------------------------------------------- | ---------------------------------------------------------------------------------------- | ---------------------------------------------------------------------------------------- | ---------------------------------------------------------------------------------------- | ---------------------------------------------------------------------------------------- | ---------------------------------------------------------------------------------------- | ---------------------------------------------------------------------------------------- | ---------------------------------------------------------------------------------------- | ---------------------------------------------------------------------------------------- |
| 356                                                                                      | ↗365                                                                                     | ↘362                                                                                     | ↗363                                                                                     | ↘351                                                                                     | ↗353                                                                                     | ↗362                                                                                     | ↗376                                                                                     | ↗381                                                                                     | ↗401                                                                                     | ↘390                                                                                     | ↗392                                                                                     | ↗521                                                                                     | ↗525                                                                                     | ↗540                                                                                     |

## История
Микрорайон назван в честь находившегося здесь ранее поселения российского военно-морского флота под названием Нейштадт (нем. Neustadt — «Новый городок»), построенного в 1796 году по указанию императора Павла I и под руководством генерал-губернатора Эстляндской губернии Николая Васильевича Репнина и адмирала Василия Яковлевича Чичагова. Поселение состояло из семи двухэтажных домов, пятнадцати одноэтажных домов, восьми кухонь и столовых, конюшен и пяти строений поменьше разного назначения. В военном городке планировалось разместить 10 тысяч человек.
Так как российские военные не были хорошо знакомы со строительством из известняка, стены зданий вскоре начали впитывать влагу и разрушаться. В казармах было влажно, и личный состав много болел. Большая часть зданий была продана и разобрана на строительные материалы. В 1830—1840-х годах от военного городка осталось только бывшее здание штаба, которое сохранилось до наших дней и располагается на улице Валге. Здание штаба является историческим памятником; оно отреставрировано, и при инспектировании 11 мая 2021 года его состояние было признано хорошим.
На другой стороне улицы Валге находится построенный 1805 году Нижний маяк Таллина.
В 1849 году промышленник Б. Н. Майер построил здесь чугунолитейный завод, который позже был перенесен на территорию современного микрорайона Келдримяэ.
До 1940 года в микрорайоне строились двухэтажные жилые дома, ко многим из которых позднее был пристроен третий этаж. В 1950–1960-х годах здесь были построены четыре трёхэтажных жилых дома.
В 1973 году в микрорайоне было построено Таллинское Ласнамяэское механическое училище.
В советское время микрорайон назывался XII микрорайон Ласнамяэ.

## Общественный транспорт
В микрорайоне курсируют городские автобусы маршрутов № 31, 39, 42, 67 и ночной автобус № 94. Междугородние автобусные маршруты: № 100, 106, 150, 170, 172. 

## Галерея

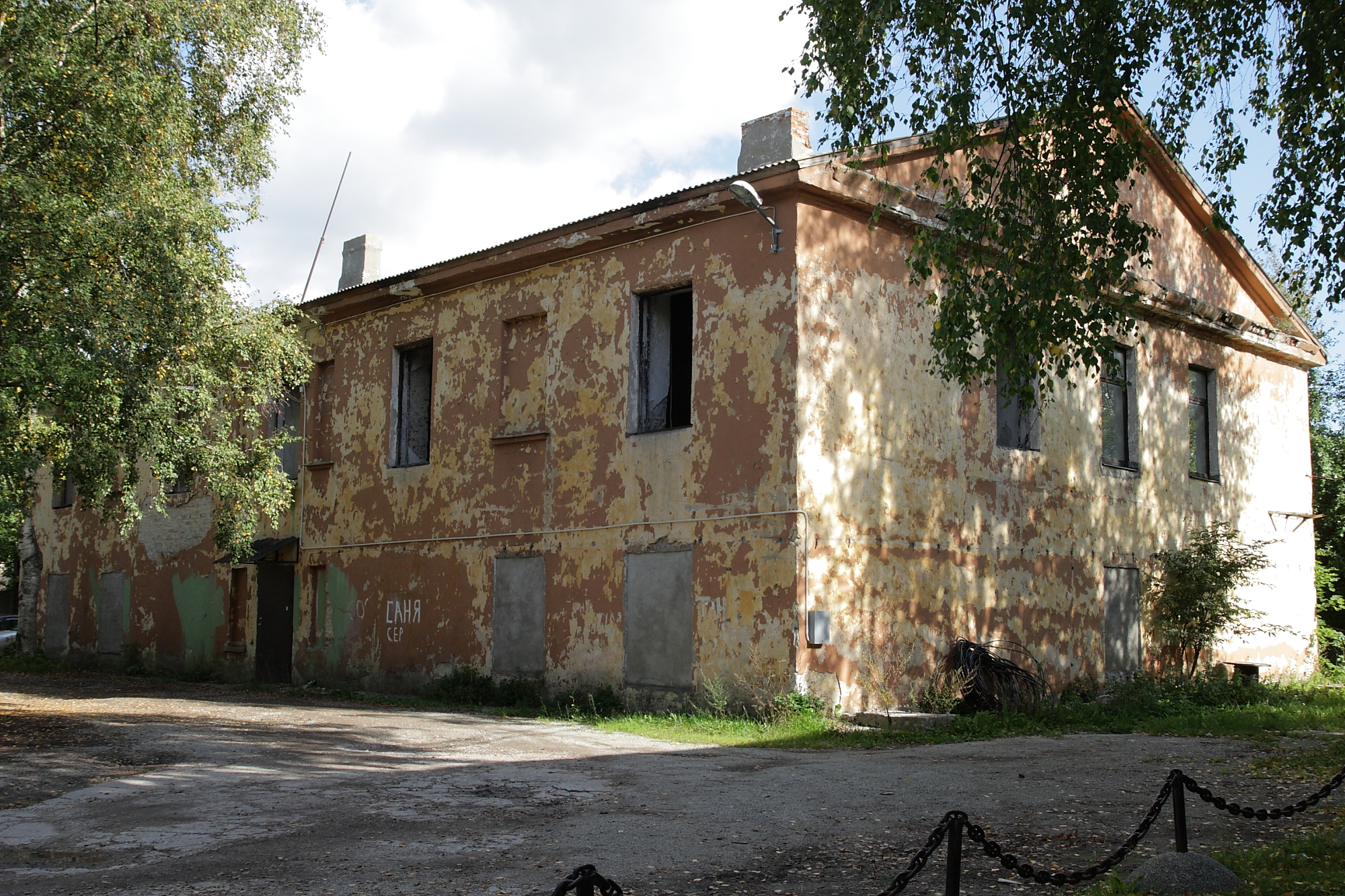
Штабное здание военного городка (памятник культуры) до реставрации
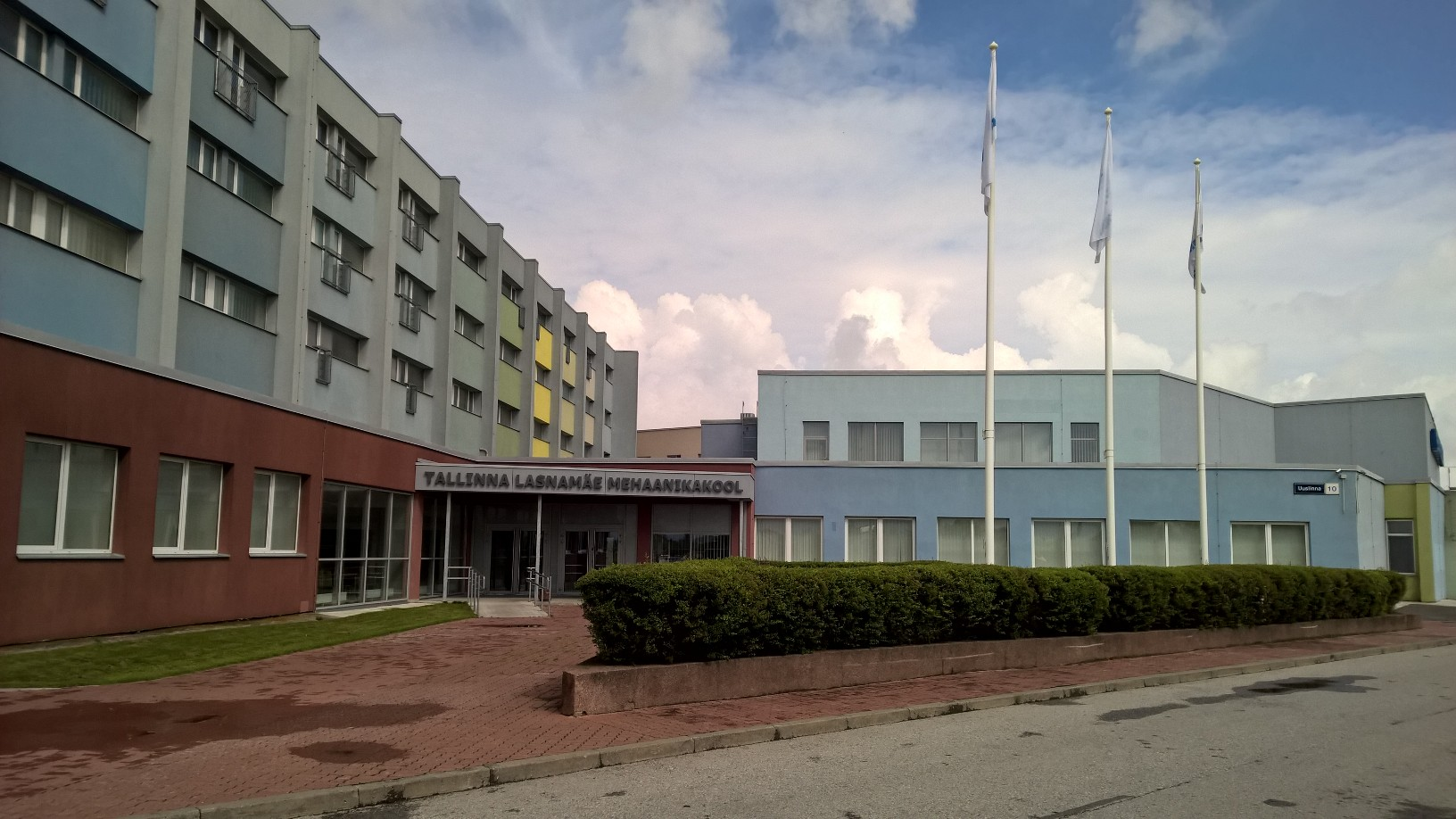
Таллинское Ласнамяэское механическое училище
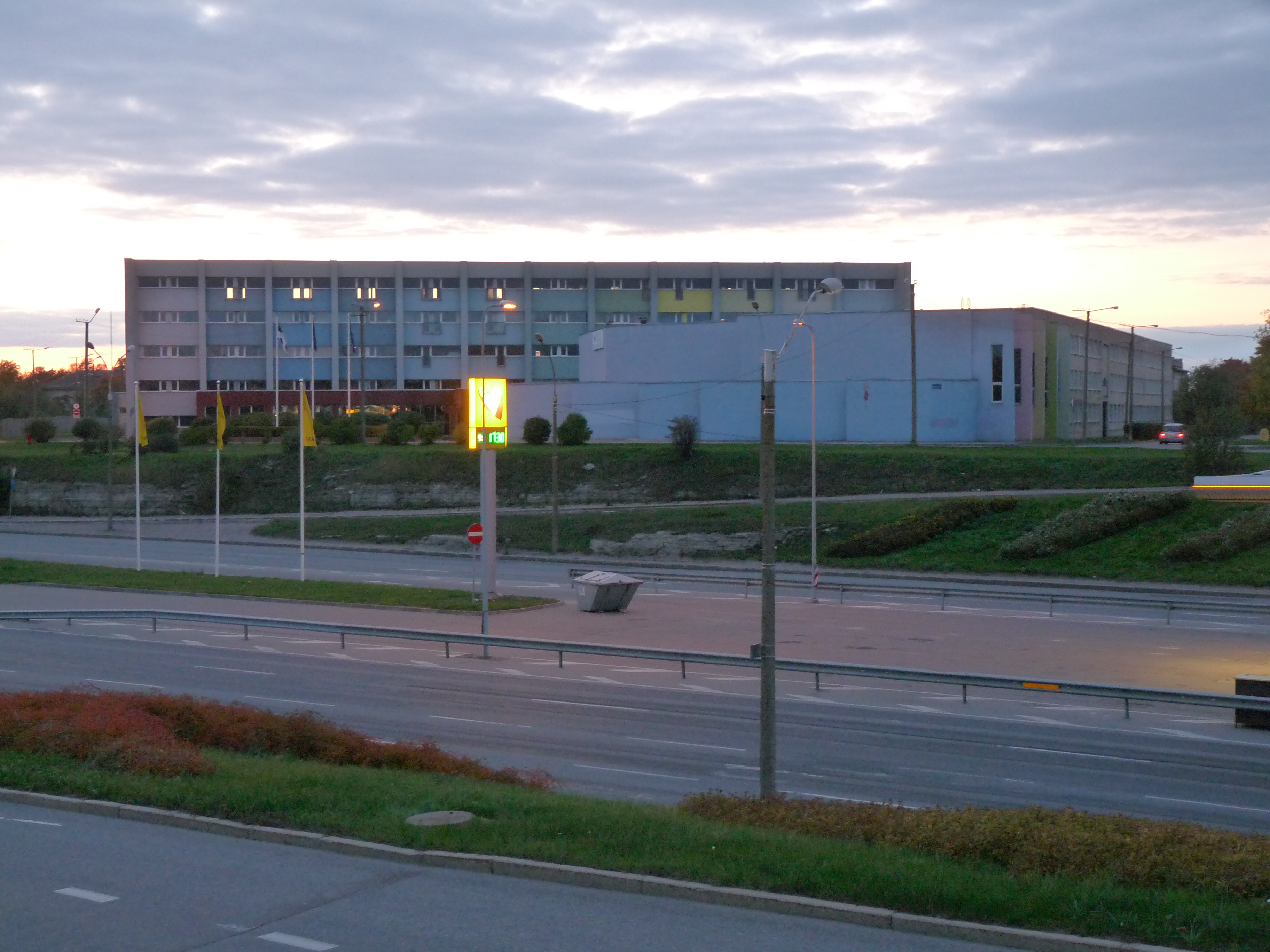
Вид со стороны улицы Лаагна на Ласнамяэское механическое училище
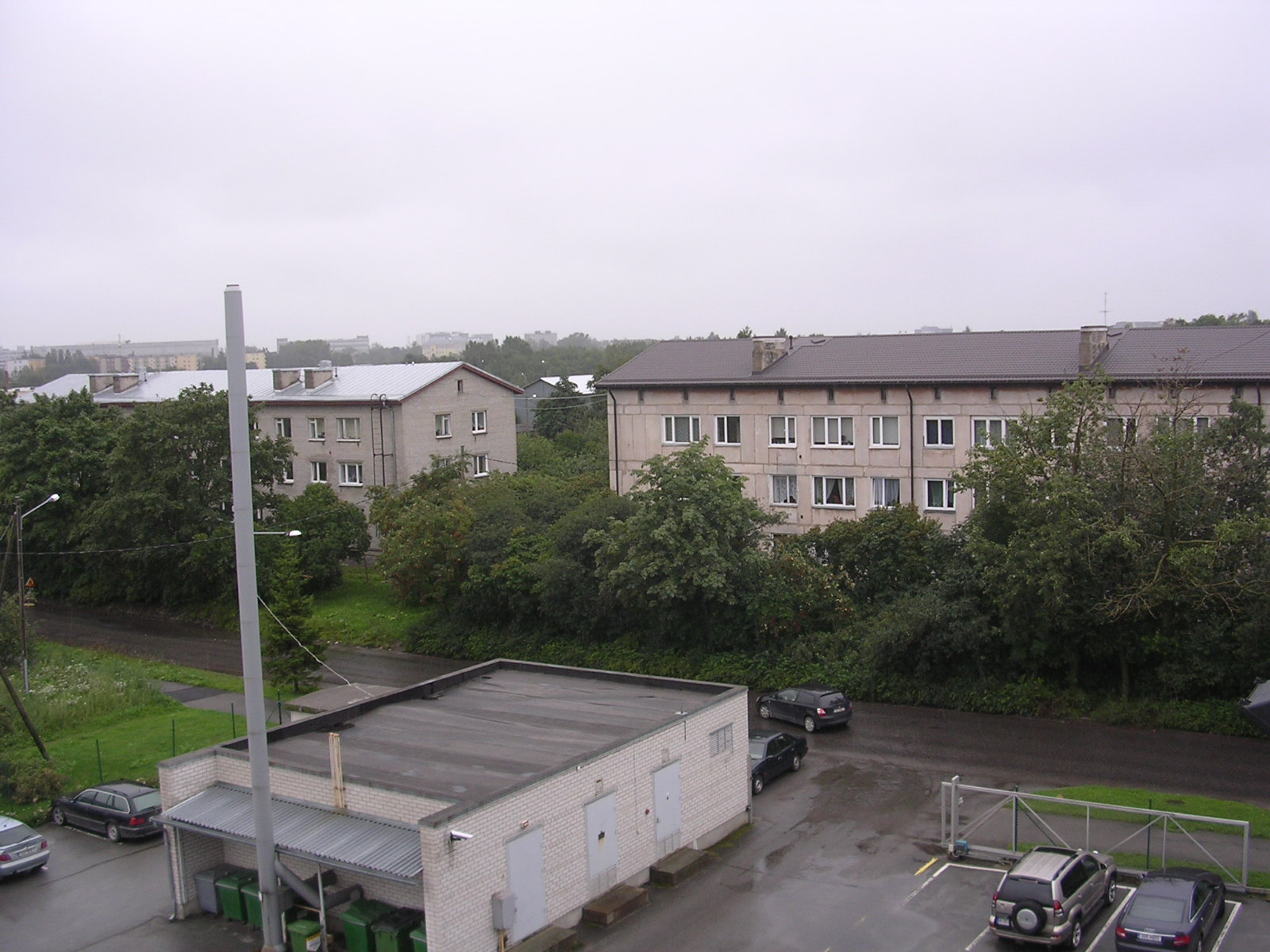
Улица Ууслинна
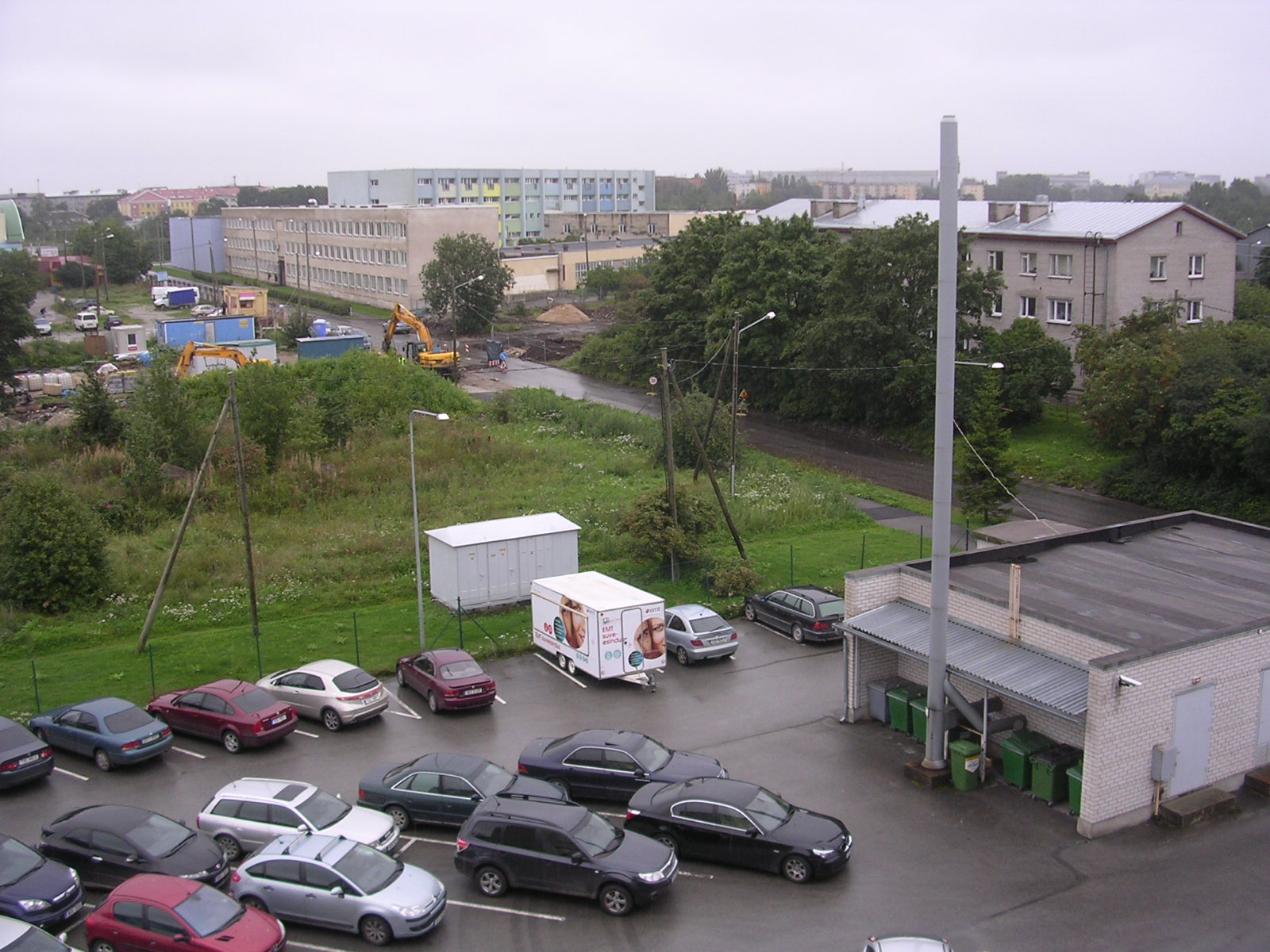
Улица Валге
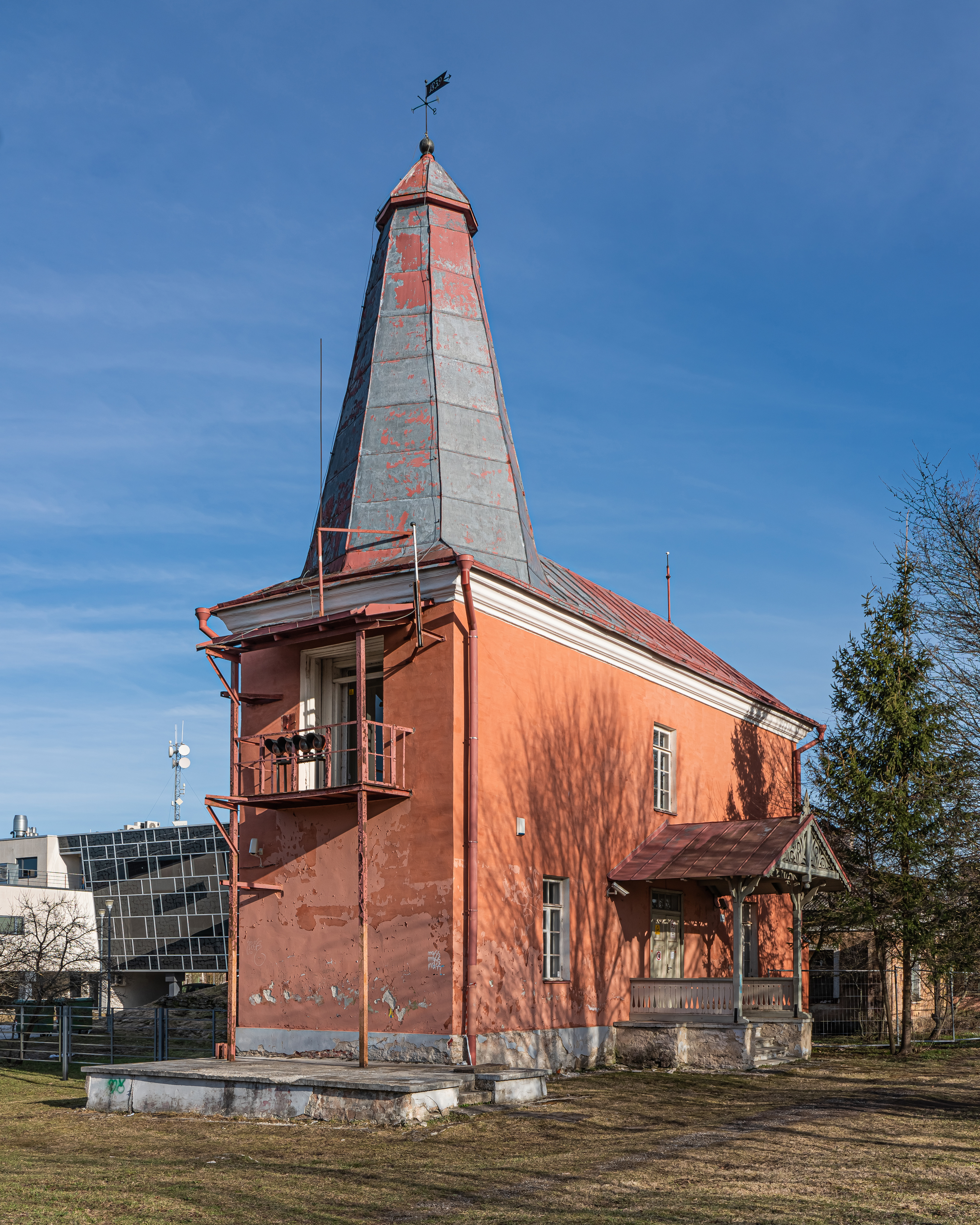
Таллинский нижний маяк